# Warniłęg
Warniłęg (deutsch Warlang, früher Wahrlang) ist ein Dorf in der Stadt-und-Land-Gemeinde Czaplinek (Tempelburg) im Powiat Drawski (Dramburger Kreis) in der polnischen Woiwodschaft Westpommern.

## Geographische Lage
Das Kirchdorf liegt in Hinterpommern, in der Hügel- und Seenlandschaft der Pommerschen Schweiz, nahe beim Westufer des nördlichen Arms des Dratzig-Sees (poln. Jezioro Drawsko), etwa 60 Kilometer südlich von Köslin (Koszalin), 38 Kilometer westsüdwestlich von Neustettin (Szczecinek), zwölf Kilometer (Luftlinie) nordwestlich von Tempelburg (Czaplinek) und fünf Kilometer südöstlich von Neu Wuhrow (Nowe Worowo).

## Geschichte
Die Ortschaft Warlang bildete früher zusammen mit Blumenwerder, Reppow und Heinrichsdorf eine westpreußische Enklave im Netzedistrikt und kam erst 1816 zu Pommern. Im Mittelalter (1321) hatte das herzoglich pommerschen Land Belgard bis zu dem westlich von Reppow in die Drage mündenden Grenzfließ gereicht, früher auch Herzogenfließ genannt, wo die Neumark begann, so dass das Land nördlich der Drage, also Reppow und Warlang, zu Pommern gehörte.
Das alte Goltzsche Lehen Warlang verkaufte der Landgerichtspräsident Ewald von der Goltz (* 1680; † 30. November 1749 zu Schivelbein) im Jahr 1745 für 30.000 Tympf an Ewald Friedrich Zlotnicki. Nach der ersten polnischen Teilung 1772, mit der die preußische Wiedervereinigung mit Königlich Preußen einherging, befand sich das Gut 1782 im Besitz des Rittmeisters Karl Philipp von Chartron († 1815), der im Husarenregiment von Belling gedient hatte und 1777 dimittiert wurde. Dessen Familie blieb bis um die Mitte des 19. Jahrhunderts im Besitz des Ritterguts.
In Warlang wurde 1825 der Rezess zur Separation der gutsherrlichen und bäuerlichen Verhältnisse vollzogen; nach dem Rezess waren im Bauerndorf Warlang an Grundbesitzern ein Vollbauer und acht Kossäten vorhanden.
Nach dem Tod Karl Philipp von Chartrons erbte Ferdinand Heinrich Wedig von Chartron (* 1773; † 8. September 1845) das Gut. Er war verheiratet mit Charlotte, geb. von Schöning, die im Jahr nach seinem Tod in Potsdam lebte.
Vermöge einer Sondergenehmigung vom 18. Oktober 1846 wurde als Inhaber des Allodial-Ritterguts Warlang 1847 der Jurist Georg Herrmann Oerthling, wohnhaft in Rostock, in die Matrikel der preußischen Rittergüter eingetragen. Er scheint jedoch noch nicht uneingeschränkter Eigentümer gewesen zu sein, denn 1856 soll sich noch die Familie Chartron im Besitz des Guts befunden haben.
Am 1. Januar 1862 gehörte Gustav Oerthling das Rittergut, das er seit 1860 in Besitz hatte. Durch Ankauf vom Fiskus hatten die Gebrüder Oerthling um 1860 die Flächengröße des Gutsbezirks um 138 Morgen und 73 Quadratruten Land erweitern können, das durch Absenkung des Dratzig-Sees entstanden war.
Die im Jahr 1865 vom preußischen Fiskus in Warlang erhobenen Grundsteuern betrugen
- in der Landgemeinde Warlang: 18 Reichstaler, 5 Silbergroschen und 5 Pfennige
- im Gutsbezirk Warlang: 250 Reichstaler und 6 Silbergroschen

Um 1880 befanden sich die Oerthlings weiterhin im Besitz des 918 Hektar großen Ritterguts Warlang mit Dampfbrennerei und Ziegelei. Um 1896 gehörte das Gut Warlang mit Branntweinbrennerei und Ziegelei einem von der Heydt.
Die Gemarkung der Landgemeinde Warlang hatte Anfang der 1930er Jahre eine Flächengröße von 10,3 km², und auf ihr standen insgesamt 25 bewohnte Wohnhäuser an drei verschiedenen Wohnorten:
- Chartronswalde
- Mummelsort
- Warlang

Um 1933 gab es in Warlang einen Gasthof, eine Gemischtwarenhandlung und einige Handwerksbetriebe.
Bis 1945 bildete Warlang eine Landgemeinde im Kreis Neustettin in der preußischen Provinz Pommern des Deutschen Reichs. Warlang war 1874 dem Amtsbezirk Neu Wuhrow zugeordnet worden, dem es bis 1945 angehörte.
Gegen Ende des Zweiten Weltkriegs besetzte im Frühjahr 1945 die Rote Armee die Region. Nach Beendigung der Kampfhandlungen wurde Warlang zusammen mit Hinterpommern seitens der sowjetischen Besatzungsmacht der Volksrepublik Polen zur Verwaltung überlassen. Von der polnischen Behörde wurde das Dorf nun unter der Ortsbezeichnung „Warniłęg“ verwaltet. In der Folgezeit wurde die einheimische Bevölkerung von der polnischen Administration aus dem Kreisgebiet vertrieben. Im Ort siedelten sich zugewanderte Polen an.

### Demographie
| Jahr | Einwohner | Anmerkungen |
| ---- | --------- | --- |
| 1783 | –         | adeliges Dorf und Vorwerk, dem Rittmeister von Chartron gehörig, 18 Feuerstellen (Haushaltungen), im Netzedistrikt, Westpreußen |
| 1818 | 139       | Kirchdorf, adelige Besitzung |
| 1825 | 163       | Ortschaft mit den Vorwerken Grünhof und Mummelsort sowie dem Katen Charlottenhof                                                |
| 1852 | 329       | [ 20 ] |
| 1864 | 360       | am 3. Dezember, im Gemeindebezirk und Gutsbezirk zusammen                                                                       |
| 1867 | 357       | am 3. Dezember, davon 77 im Gemeindebezirk und 280 im Gutsbezirk                                                                |
| 1871 | 366       | am 1. Dezember, davon 51 im Gemeindebezirk (sämtlich Evangelische) und 315 im Gutsbezirk (sämtlich Evangelische)                |
| 1885 | 362       | am 1. Dezember, davon 50 im Gemeindebezirk (sämtlich Evangelische) und 312 im Gutsbezirk (sämtlich Evangelische)                |
| 1910 | 338       | am 1. Dezember, davon 56 im Dorf und 282 im Gutsbezirk                                                                          |
| 1925 | 361       | sämtlich Evangelische |
| 1933 | 284       | [ 25 ] |
| 1939 | 432       | [ 25 ] |

## Kirche
Warlang hatte eine evangelische Kirche, deren Patron der Gutsherr war. Die Witwe des verstorbenen Patrons Ferdinand von Chartron, Charlotte von Chartron, schenkte der Dorfkirche 1846 zum Andenken einen Kelch für den gottesdienstlichen Gebrauch.